# Familjen Lykov
Familjen Lykov var en gammaltroende rysk familj bestående av mor, far och fyra barn, som i mer än 40 år levde fullständigt avskurna från andra människor i Chakassien i Sibirien. På grund av Stalins förföljelser av religiöst troende flydde familjen 1936 till tajgan. Fadern hette Karp Osipovitj. Döttrarna hette Natalja och Agafja. Familjens boplats hade upptäckts av några geologer 1978 och 1982 publicerades ett antal artiklar i tidningen Komsomolskaja Pravda, som starkt bidrog till vetskapen om denna ryska familj och dess öde. Flera böcker har också skrivits om familjen. Sedan hennes far dog 1988 är Agafja den enda i familjen som finns kvar i livet. Hon lever ensam och från hennes stuga är det tio mil till närmaste spår av mänskligt liv.

## Upptäckten
Det hela började med att ett geologiskt flygfoto hade avslöjat järnfyndigheter vid floden Abakanflodens översta lopp.

## På svenska
- Eremiterna i tajgan - den största ensamheten, av Vasilij Peskov (utgiven 2007)
- Tornborg, Rita (13 december 1995). ”Flykten från en syndfull värld”. Svenska Dagbladet:  s. 40. http://www.svd.se/arkiv/1995-12-13/40.